# Le Gaucher boiteux
Le Gaucher boiteux : Figures de la pensée est un essai du philosophe Michel Serres, publié en 2015 aux éditions Le Pommier. 
Il est réédité en 2017 sous le titre Le Gaucher boiteux : Puissance de la pensée.

## Présentation
L'auteur interroge en particulier les nouveaux modes de production issus de l'avènement d'une économie de l'information, thèmes qu'il avait abordés dans la série de livres Hermès. Revenant sur le personnage de Petite Poucette, Michel Serres, qui a l'habitude de présenter sa réflexion sous la forme de personnages, propose ici un nouvel archétype : le gaucher boiteux.
Conscient des difficultés de son exercice, qu'il présente comme « une célébration de la connaissance », Serres indique au lecteur que son prochain ouvrage présentera une philosophie de l'histoire. Plusieurs jalons de celle-ci ont déjà été posés, notamment au travers du concept de « l'âge doux », dont Petite Poucette est contemporaine.

## Plan de l'ouvrage
Temps
- Les choses du monde
- Vivants, idoles, idées
- Le corps inventif

Figures et mouvements
- Messagers
- Appareillages
- Le Gaucher boiteux

Espaces et champs
- Traversées
- Entre
- Serres

Puissances
- Prépositions
- Éloge du virtuel
- Capital

Éloge de l'actuel
- Fin de la révolution industrielle
- Conditions douces de la pensée
- Ceci dissoudra cela

Envoi
- Projet d'une philosophie de l'histoire

## Contenu

### Réflexion sur l'individualité dans une époque pacifiée
Dans une partie intitulée « Conditions douces de la pensée », Michel Serres s'intéresse à la période de paix inédite que connaît l'Europe depuis soixante-cinq ans.
« Scolastiques, groupées serrées autour d'un drapeau ou d'un gourou, les écoles stérilisent les institutions où devrait fleurir l'invention. La paix seule la cultive. Or nous jouissons de la paix depuis soixante-cinq ans, intervalle de temps si rare dans nos contrées européennes qu'il faut remonter au moins à la Pax Romana et, au plus, avant même la guerre de Troie pour trouver un moment équivalent. »
Michel Serres prend ensuite exemple dans l'histoire, en citant une anecdote de la bataille navale de Salamine. Celle-ci a opposé les Grecs aux Perses. Deux capitaines athéniens se trouvaient en désaccord sur la stratégie à mener. L'un d'eux dit à l'autre qui le menaçait avec une arme : « Frappe, mais écoute ! ». Dans ce conflit, le philosophe constate qu'il y a un accord tacite dans le débat contradictoire. Les deux capitaines partagent en effet le même vocabulaire et sont alliés « contre tout bruit de fond qui pourrait interrompre le dialogue ».
Or la paix qui caractérise notre époque coïncide avec de nouvelles modalités dans la création scientifique. La « nouvelle révolution technique » associe les sciences de la vie et de la Terre à celles de l'information. De plus, la physique ou la thermodynamique, qui sont à l'origine de l'atome, restent décrochées de cette révolution.

Une des conséquences pratiques de cette transformation est l'usage par toutes les professions de l'ordinateur, « éleveur comme administrateur, maçon comme boulanger, mineur comme ministre, qui se passe de lui dans son travail ? ».
« Mieux, à quoi bon nous déplacer à la banque, à la mairie, à l'église, au théâtre, au cinéma, au concert, au stade, à la poste, à l'Opéra, à la bibliothèque, dans les grands magasins, à l'université... puisque nous pouvons voir, lire, entendre, apprendre, faire nos commandes, gérer nos affaires... chez nous, sur notre portable ? Opérateur de totalité, celui-ci unifie les services ou court-circuite les anciens. Tout ce qui, en ville, par les rues, sur les places publiques, se dispersait en édifices et boutiques se regroupe sous les pouces. L'âge doux dessine un confluent inattendu des services et des professions, donc une refonte de l'économie. »

### Critique des batailles
D'après Michel Serres, les guerres voire les conflits reposant sur des lignes de division marquées ne permettent pas l'émergence de la pensée, par nature créatrice. Celle-ci s'identifie à la vie, donc à la paix. Pour Serres, les frontières correspondent aussi bien au débat d'idées qu'à la géopolitique. 
« Depuis le Moyen Age jusqu'à ce matin, l'Université, comme la politique, produit, de soi, ces cartographies. [...] Convaincu, déterminé, pugnace, chaque militant ne bouge ni de sa secte ni de sa cuirasse, de peur de se découvrir, et répète son format, entêté, opiniâtre d'opinion. [...] Combien meurent sur le champ de bataille sans savoir à qui ni pourquoi ils donnent la vie ? Pleurant les guerres de Religion, Montaigne avoue ne rencontrer autour de lui aucun belligérant qui connaisse vraiment les raisons de se battre. [...] Le débat et la critique alimentent la haine, mauvaise conseillère en matière de pensée, dont l'éclat s'épanouit plutôt sous la rosée de joie. »